# العلاقات الصينية التشادية
العلاقات الصينية التشادية هي العلاقات الثنائية التي تجمع بين الصين وتشاد.

## مقارنة بين البلدين
هذه مقارنة عامة ومرجعية للدولتين:
| وجه المقارنة                                              | الصين                    | تشاد                      |
| --------------------------------------------------------- | ------------------------ | ------------------------- |
| المساحة (كم2)                                             | 9.60 مليون               | 1.28 مليون                |
| عدد السكان (نسمة)                                         | 1.33 مليار               | 15.23 مليون               |
| الكثافة السكانية (ن./كم²)                                 | 138.54                   | 11.9                      |
| العاصمة                                                   | بكين                     | انجمينا                   |
| اللغة الرسمية                                             | اللغة الصينية القياسية   | لغة فرنسية، اللغة العربية |
| العملة                                                    | رنمينبي                  | فرنك وسط أفريقي           |
| الناتج المحلي الإجمالي (بليون دولار)                      | 12.24 تريليون            | 9.98 مليار                |
| الناتج المحلي الإجمالي (تعادل القوة الشرائية) بليون دولار | 19.82 تريليون            | 30.54 مليار               |
| الناتج المحلي الإجمالي الاسمي للفرد دولار أمريكي          | 8.03 ألف                 | 775                       |
| الناتج المحلي الإجمالي للفرد دولار أمريكي                 | 13.21 ألف                | 2.18 ألف                  |
| مؤشر التنمية البشرية                                      | 0.728                    | 0.392                     |
| رمز المكالمات الدولي                                      | +86                      | +235                      |
| رمز الإنترنت                                              | .cn، .中国 ‏، .中國 ‏      | .td                       |
| المنطقة الزمنية                                           | توقيت الصين، ت ع م+08:00 | ت ع م+01:00               |

## منظمات دولية مشتركة
يشترك البلدان في عضوية مجموعة من المنظمات الدولية، منها:
| علم المنظمة | اسم المنظمة                               | تاريخ انضمام الصين | تاريخ انضمام تشاد |
| ----------- | ----------------------------------------- | ------------------ | ----------------- |
|             | وكالة ضمان الاستثمار متعدد الأطراف        | 30 أبريل 1988      | 11 يونيو 2002     |
|             | البنك الإفريقي للتنمية                    | ?                  | ?                 |
|             | منظمة الشرطة الجنائية الدولية             | ?                  | ?                 |
|             | منظمة حظر الأسلحة الكيميائية              | ?                  | ?                 |
|             | منظمة التجارة العالمية                    | 11 ديسمبر 2001     | ?                 |
|             | البنك الدولي للإنشاء والتعمير             | 27 ديسمبر 1945     | 10 يوليو 1963     |
|             | الأمم المتحدة                             | 25 أكتوبر 1971     | 20 سبتمبر 1960    |
|             | مؤسسة التمويل الدولية                     | 15 يناير 1969      | 2 أبريل 1998      |
|             | يونسكو                                    | 4 نوفمبر 1946      | 19 ديسمبر 1960    |
|             | مؤسسة التنمية الدولية                     | 24 سبتمبر 1960     | 7 نوفمبر 1963     |
|             | الاتحاد البريدي العالمي                   | ?                  | ?                 |
|             | المركز الدولي لتسوية المنازعات الاستشارية | 6 فبراير 1993      | 14 أكتوبر 1966    |
|             | الاتحاد الدولي للاتصالات                  | 1 سبتمبر 1920      | 25 نوفمبر 1960    |

## وصلات خارجية
- موقع وزارة الخارجية الصينية